# Милорад Буха
Милорад Буха (Бели Манастир, 12. децембар 1957) је српски правник и политичар, председник Владе Републике Српске Крајине у прогонству и некадашњи посланик Народне скупштине Републике Србије као члан Српске радикалне странке.

## Биографија
Рођен је 12. децембра 1957. године у Белом Манастиру. Завршио је студије права. Као члан Српске радикалне странке Републике Српске Крајине, изабран је на изборима 1993. године за посланике Народне скупштине Републике Српске Крајине. Након операције Олуја у августу 1995. године, избегао је и населио се у Ветернику.
На парламентарним изборима 2003. године, изабран је
У фебруару 2005. године, Буха је на седници Народне скупштине Републике Српске Крајине у малој сали Дома синдиката у Београду, изабран за председника Владе Републике Српске Крајине у прогонству, која је деловала под покровитељством Српске радикалне странке, а која јој је уступила просторије у седишту странке у Магистрату у Земуну.
Био је кандидат Српске радикалне странке на изборима по већинском систему 2008. године за посланике Скупштине Аутономне покрајине Војводине у изборној јединици Нови Сад VI и освојио је 6.199 гласова, односно 34,51%, али није постао посланик јер је био другопласирани у овој изборној јединици, иза кандидата коалиције За европску Војводину - Демократска странка - Г17+, Борис Тадић.
На парламентарним изборима 2008. године, изабран је за народног посланика Народне скупштине Републике Србије, где је био председник скупштинског Одбора за индустрију, као и члан Одбора за односе са Србима изван Србије и Одбора за науку и технолошки развој.